# Confederación Granadina
La Confederación Granadina fue una república conformada por los territorios de las actuales Colombia y Panamá entre 1858 y 1863. Fue establecida en la Constitución de 1858 durante el gobierno de Mariano Ospina Rodríguez. Esta carta constitucional remplazó al sistema centro-federal que se había organizado con la Constitución de 1853 y fue la antesala de la formación del denominado Olimpo Radical, periodo en el que las ideas del liberalismo radical colombiano se impusieron bajo el nombre de los Estados Unidos de Colombia.

## Historia
La Confederación Granadina es parte de una serie de reformas que comenzaron a mediados del siglo XIX en toda Hispanoamérica, y que tenían por propósito romper de forma definitiva con cualquier rezago del sistema colonial. En lo que hoy es Colombia y Panamá, esta trasformación se vivió a través de un paulatino proceso de cambio en el modelo político, económico y social imperante desde el periodo de las independencias. Los cambios al orden establecido despertaron profundas contradicciones al interior de la sociedad, que se expresaron en dos guerras civiles en 1851 y 1860 más un golpe militar en 1854. La primera de estas conflagraciones estuvo relacionada con el papel de la Iglesia en la sociedad, mientras que la segunda y el golpe de Estado de Tomas Cipriano de Mosquera se vinculan a las tensiones producidas por la profundización del sistema federal, entre la soberanía nacional y los poderes regionales.
En este sentido, la Confederación Granadina se destaca porque su efímera existencia dio cuenta tanto de las trasformaciones políticas como de la resistencia que esto generó en algunos sectores de la sociedad que, aun siendo parte de la idea de un modelo de República federal, consideraban que la existencia de un Gobierno general fuerte era necesaria para mantener el orden después de la guerra de 1851. Estas contradicciones, sumadas a las tensiones que existían en torno a la separación Iglesia-Estado como parte del ideario liberal que se imponían en el momento, llevaron al levantamiento de los seguidores del general Mosquera y el radicalismo liberal en 1860-1863, como evento central de este periodo confederado de la historia de Colombia y Panamá.

### Antecedentes
Aun cuando la mayoría de las reformas de mediados de siglo vinieron de la mano del Partido Liberal, sus inicios se pueden rastrear a las dos últimas administraciones de la década de 1840. En este sentido, el gobierno de Pedro Alcántara Herrán (1841-1845) y el primer mandato de Tomás Cipriano de Mosquera (1845-1849) se destacaron por su tono modernizante, que incluyó entre otras medidas la recopilación de las leyes granadinas, la liberación del comercio, la reducción de las aduanas de importación y exportación, la formación de escuelas normales para la instrucción de los maestros, el impulso del ferrocarril de Panamá, el control del fuero eclesiástico y la libertad de imprenta.
Todas estas medidas abrieron el camino para las trasformaciones más profundas que iniciaron formalmente con la llegada al poder del liberal José Hilario López en 1849. El cambio en el partido de Gobierno, según el historiador Frank Safford, fue posible gracias a la división del Partido Conservador en las elecciones de 1848 entre José Joaquín Cori y Rufino Cuervo, además de la movilización del sector de los artesanos en apoyo al candidato del Partido Liberal. Las reformas de este gobierno incluyeron la abolición de la esclavitud, el fin de la pena de muerte, el no encarcelamiento por deudas, se permitió el sufragio universal para los varones adultos y la consolidación de la libertad de prensa, culto, comercio y educación. Adicionalmente se implementaron medidas para otorgar mayor autonomía a los gobiernos regionales, con la transferencia de rentas y responsabilidades que antes eran del Gobierno central a las provincias, bajo la creación entre 1849 y 1852 de trece nuevos entes territoriales, que —según se creía— podían ejercer un gobierno más efectivo del territorio, además de garantizar la democratización de estos espacios del país. En este ambiente reformista José Hilario López, incluso contra la negativa de varios sectores del Partido Liberal, expulsó del territorio nacional a la Compañía de Jesús, a quienes consideraba herramientas del Partido Conservador en medio de la lucha política que se vivía en ese momento.
Esta última medida, junto con la abolición de la esclavitud y la eliminación del fuero eclesiástico civil y penal, motivaron el primer levantamiento conservador del periodo en 1851. Aunque la revuelta fue rápidamente controlada por el Gobierno de López, este conflicto demostró que amplios sectores de la sociedad se oponían a las modificaciones que estaba implementando el Partido Liberal. Incluso, debido a las reacciones encontradas que las modificaciones generaban al interior del mismo Partido Liberal, la colectividad se dividió entre las facciones más radicales, que después vendrían a formar parte del denominado Olimpo Radical, y aquellas que se mostraban más moderadas frente a temas claves como el estanco del tabaco.
Por otro lado, la alianza que había forjado José Hilario López con los artesanos llegó a su fin debido a lo que el presidente consideraba como el peligro generado por la excesiva fuerza que había tomado este gremio, y su tendencia al uso de la violencia como elemento de presión al Gobierno y el Congreso para que les concedieran medidas de protección especial. Este cambio de perspectiva del Gobierno de López llevó a la consolidación de otra figura política, José María Obando, que llegó a la presidencia en las elecciones 1852 con el apoyo de varios sectores del liberalismo y los artesanos.

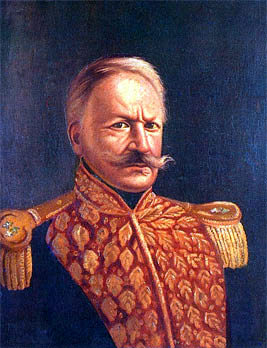
José María Obando del Campo

Obando comenzó su gobierno en 1853, de la mano de una nueva Constitución, que restringía los poderes presidenciales y ampliaba la autonomía de las provincias con respecto al Gobierno central, en lo que era un evidente preludio del modelo federal. De igual forma, presentaba un marcado carácter liberal en lo que se refiere a la creación del matrimonio civil y el divorcio civil, la proclamación de la separación Iglesia-Estado, el fin de la pena de muerte y la reducción del Ejército.

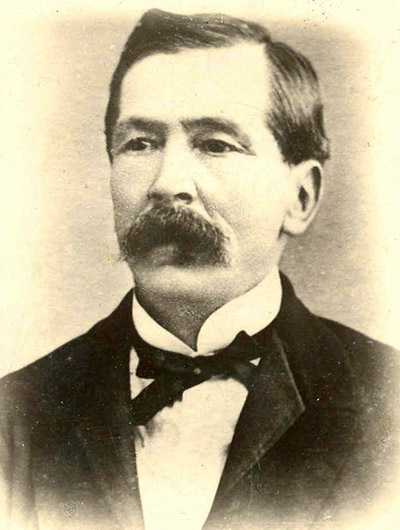
Manuel María Mallarino

Todas estas medidas, en especial la reducción del poder de las Fuerzas Militares, sumadas al descontento de los artesanos, propiciaron un golpe militar dirigido por José María Melo el 17 de abril de 1854. Este golpe de Estado sobrevivió hasta el mes de diciembre del mismo año, cuando fue controlado por una coalición del Partido Liberal y el Conservador, encabezados por el vicepresidente José de Abadía y el general Tomás Cipriano de Mosquera. En este sentido, para Frank Safford, la participación mayoritaria de los conservadores en la contrarrevolución le permitió al partido controlar las elecciones de 1854 y 1856, que llevaron primero a un gobierno de transición dirigido por Manuel María Mallarino y luego por Mariano Ospina Rodríguez.
Sin embargo, aun con el retorno del conservatismo al poder, el camino a la formación de un sistema federal y liberal resultaba difícil de modificar, especialmente después de la declaración del territorio de Panamá como un Estado soberano a partir de 1855.

### Confederación Granadina
La Constitución de 1858, que le dio vida a la Confederación Granadina, fue un intento de Mariano Ospina Rodríguez por darle un marco legal al proceso de formación de estados soberanos en la Nueva Granada que inició con Panamá en 1855, y que al poco tiempo incluyó también a Antioquia en 1856 y a Santander, Bolívar, Boyacá, Cauca, Cundinamarca y Magdalena en 1857. En este sentido, María Teresa Hincapié y Liliana López plantean que en este caso fueron los hechos políticos los que le dieron origen al sistema, proponiendo que fue primero el federalismo y luego fue la federación, ya que la Constitución no fue sancionada oficialmente hasta 1858.

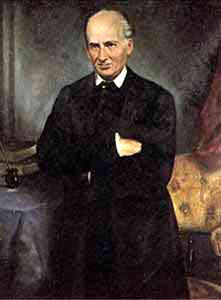
Mariano Ospina Rodríguez

En fusión de estas particulares características de formación, la Constitución de 1858 dio mucha autonomía a los estados soberanos en el manejo de sus asuntos internos, la emisión de sus propias constituciones estatales y el manejo de sus procesos electorales. De igual forma, el poder el Gobierno central, con el antecedente del golpe militar de Melo, fue significativamente reducido, así como el tamaño del Ejército y la capacidad del Gobierno general para intervenir en los asuntos locales. Estas medidas trasportaron la lucha partidista por el control del poder político hacia los estados, donde se vivieron diferentes procesos de conflicto entre los agentes políticos locales, con el apoyo o intervención ocasional del Gobierno central en favor de los intereses del conservatismo. En este sentido, hasta 1860 se presentaron una serie de guerras localizadas, que no estaban interconectadas entre sí, más allá de la búsqueda de los partidos por controlar los estados.
En 1860 el conflicto se tornó nacional de la mano del presidente Mariano Ospina Rodríguez. Pretendiendo devolver al Gobierno federal las atribuciones constitucionales que le permitirían intervenir en los asuntos locales, Ospina Rodríguez impulsó en 1859 una serie de leyes relacionadas con las potestades del Ejecutivo, el Ejército y el sistema electoral que generaron malestar en la mayoría de los estados soberanos, en especial en el Cauca, que estaba bajo el control de Tomás Cipriano de Mosquera, y en las zonas controladas por los radicales liberales.

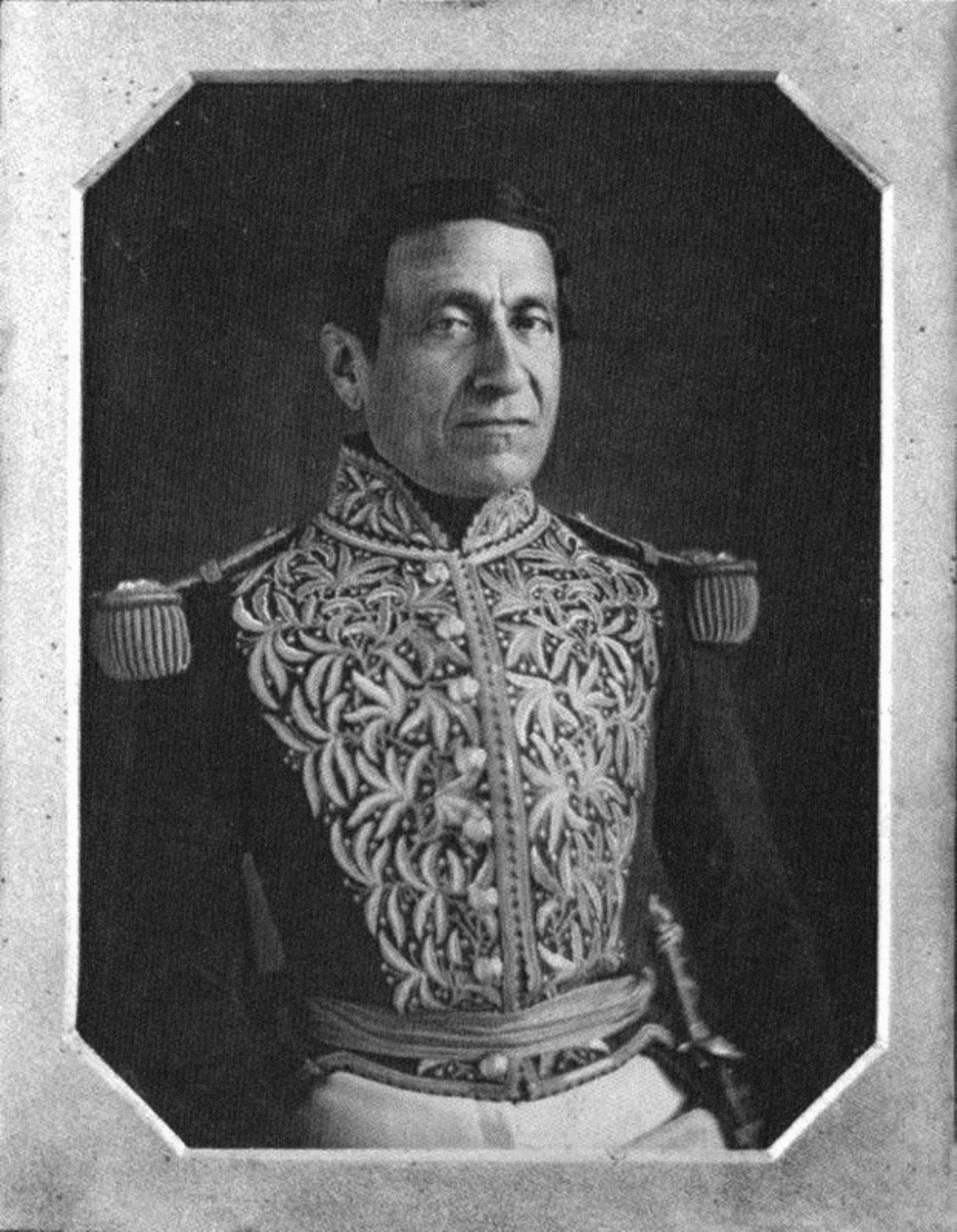
José María Melo

La situación se tornó incontrolable cuando Tomás Cipriano de Mosquera, en respuesta a las leyes de 1859, buscó la separación del estado del Cauca, junto con el de Panamá, para la formación de una nueva república. A esto respondió Ospina Rodríguez declarando que los gobernadores que no se atuvieran a las nuevas leyes serían responsables a nivel penal de los desórdenes que se produjeran, lo que llevó a la guerra general entre 1860 y 1863. Aun cuando el mandado de Ospina Rodríguez llegaba hasta 1861, el cambio de Gobierno no llegó hasta la toma de Bogotá por Mosquera en el mes de julio. La guerra se prolongó hasta 1863, cuando los últimos reductos de la oposición conservadora fueron derrotados y se promulgó la Constitución de 1863.
En este intervalo de tiempo, Tomás Cipriano de Mosquera mantuvo su hostilidad hacia la Iglesia católica, a la que consideraba aliada del Gobierno conservador. Declarando que serían las autoridades civiles las encargadas de los derechos de tuición, que autorizaban a los gobernantes a nombrar a las autoridades eclesiásticas, expulsó nuevamente a los jesuitas que habían retornado al país con el apoyo de Mariano Ospina Rodríguez y declaró la expropiación de bienes de manos muertas, quitándole a las autoridades religiosas el manejo de amplias extensiones de la tierra cultivable.

### La Convención de Rionegro 1863
La Confederación Granadina llegó a su fin el 8 de mayo de 1863, con la firma de la Constitución de Rionegro. En este nuevo orden constitucional el país pasó a llamarse los Estados Unidos de Colombia.
Dando continuidad en muchos aspectos a su predecesora y radicalizando sus posturas en cuanto a la separación entre la Iglesia y el Estado, la carta política redactada en Rionegro se inspiró tanto en el ideal federal del no intervencionismo del Gobierno central en los asuntos de los Estados como en la más extrema limitación del poder del Ejecutivo federal. De igual forma, las garantías de libertad de prensa, credo, oficio y propiedad se convirtieron en principios fundamentales del Olimpo Radical.
En la práctica, la obstinación de la Convención de Rionegro por devolver algo de poder al Ejecutivo central estuvo mediada por el temor a las tendencias caudillistas de Tomás Cipriano de Mosquera. Aun cuando los liberales apoyaron a los mosqueristas en la guerra, y este último fue el gran ganador de la revuelta, los radicales lograron imponer su marca a la Constitución del 63, anulando así las pretensiones personalistas de Tomás Cipriano de Mosquera después de la guerra.
En este sentido, se mantuvieron medidas como la libertad del comercio de armas, la independencia de los estados en lo relacionado con la educación y, sobre todo, la decisión de no formar un Ejército nacional que respaldara al Ejecutivo frente a los estados en una eventual nueva aventura militar del mosquerismo. Esta misma disposición traería a su vez significativos problemas para los Gobiernos federales durante todo el periodo radical, que, al igual que en la Confederación Granadina, nunca lograron ejercer control o intervenir en las disputas entre los estados soberanos.

## Política
El sistema político que resultó de la Constitución de 1858, por el que apareció la Confederación Granadina, y que posteriormente dio vía a la formación de los Estados Unidos de Colombia, estuvo atravesado por un periodo de profunda inestabilidad en que los conservadores, débilmente cohesionados en torno al Gobierno de Mariano Ospina Rodríguez, trataron de mantenerse en el poder frente a una coalición formada por los liberales radicales y las fuerzas del caudillo caucano Tomás Cipriano de Mosquera.
En este sentido, es imposible entender la Confederación Granadina por fuera de la revolución mosquerista de 1860 a 1863, puesto que posibilitó el acceso directo de los liberales al poder y la radicalización del modelo federal en la Constitución de Rionegro.
La Confederación Granadina reúne un cierto consenso entre las élites políticas e intelectuales sobre la conveniencia de la adopción de un modelo federal, como la solución a las tendencias dictatoriales y autoritarias de caudillos nacionales como lo trató de ser José María Melo. Los máximos exponentes de esta perspectiva, dejando en claro que las ideas provenían tanto del Partido Liberal como dentro del Conservador, suprimieron en su mayoría las capacidades del poder central, con lo que sentaron las bases de tres décadas de predominio de los poderes regionales y locales en la República. Así, el orden instituido en este marco terminó por hacerse insostenible debido a la anulación práctica del Gobierno federal por la eliminación de la mayoría de sus potestades, un fenómeno que afectó de forma sostenida el devenir del país a finales del siglo XIX.

### La Constitución de 1858
La Constitución de 1858, por la que se llamó al país la Confederación Granadina, fue en términos prácticos el resultado de la creación de los estados soberanos de Panamá, Antioquia, Bolívar, Boyacá, Cauca, Cundinamarca, Tolima y Magdalena, como una realidad que no había sido contemplada por la Constitución de 1853. En este sentido, el ejercicio constituyente encabezado por Mariano Ospina Rodríguez únicamente llegó a reconfirmar una realidad que ya era de hecho desde 1855 y que daría forma al federalismo, que en términos prácticos era ya un consenso entre la mayoría de los miembros de la élite nacional y provincial.
De esta forma, debido a su particular formación, el primer elemento que se hace evidente es que la Constitución de 1858, antes que ser un ejercicio real de organización política de la sociedad, fue ante todo un producto de la necesidad de establecer conexiones entre el conjunto de normas que dieron forma a estados independientes y soberanos, evitando la aparición de tendencias secesionistas al interior del país. Así, la Constitución reconoció formalmente la supremacía de lo provincial sobre lo nacional, dándole la facultad a las Asambleas estatales y a los gobernadores de manejar sus asuntos con amplia libertad. Elementos como la libertad en el comercio de armas, la determinación de la ley electoral, el nombramiento de los funcionarios y la organización de la educación fueron funciones delegadas en su totalidad a los Gobiernos regionales.
En lo que se refiere a las atribuciones del Gobierno federal, cuyo periodo en el caso del Congreso era de cuatro años y del presidente de solo dos, la Constitución de 1858 le permitía al Ejecutivo federal únicamente el manejo de las relaciones exteriores, la organización de las instituciones de la Confederación y lo correspondiente a determinar los elementos generales de la legislación federal. Se abolió la Vicepresidencia y se reemplazó con un designado nombrado por el Congreso.
Por mor de estas disposiciones constitucionales, el poder del Gobierno federal era muy limitado y respondía en esencia a la conservación de la unión entre estados prácticamente independientes que, de otro modo, difícilmente habrían continuado siendo parte de la organización política ahora confederada. Este apego absoluto a la soberanía provincial y al no intervencionismo del Gobierno federal fue el elemento que inspiró el levantamiento en 1860, después de que el presidente Ospina Rodríguez tratara de recuperar varios de los poderes tradicionales de la primera magistratura, a través de una serie de leyes que en 1859 modificaban de manera sustancial el orden constitucional.

### Las leyes de 1859
Las leyes de 1859 resultaron de la necesidad que identificaba el presidente Mariano Ospina Rodríguez de dotar al Gobierno federal de la capacidad de intervenir de forma efectiva en los asuntos de los estados de la Confederación. Con este objetivo en mente, el presidente federal utilizó a las mayorías conservadoras en el Congreso para impulsar una serie de leyes y reformas a la Constitución de 1858, que desde su perspectiva le permitirían al Ejecutivo federal mantener el orden en el país. Sin embargo, sería el contenido de las reformas el que impulsaría el levantamiento liberal de 1860, que a su vez llevaría al derrocamiento, casi sin oportunidad real de oponerse, del sistema que pretendía ser defendido a través de estas medidas.
Tres fueron las reformas que afectaron los elementos fundamentales de la organización política de la Confederación Granadina, puesto que apuntaban a modificar el orden electoral, de hacienda y militar. Cada una de estas leyes fue interpretada por los sectores liberales como una violación a la soberanía adquirida por los estados a través de sus normas fundacionales, y la búsqueda de los conservadores por perpetuarse indefinidamente en el poder, siendo estos motivos suficientes para librar un levantamiento legítimo y justo en defensa del orden quebrantado.
La primera fue la Ley de Elecciones, del 8 de abril de 1859, que pretendía crear a través de una norma nacional, distritos electorales y Consejos Electorales por estado confederado, para el planeamiento, la ejecución y el control de las votaciones. La división territorial partía de un criterio partidista, que debilitaba al liberalismo en sus principales bastiones políticos, además de anular las diferentes leyes sobre el sistema electoral estatal que habían producido las Asambleas provinciales.
La segunda gran reforma del gobierno de Ospina Rodríguez fue la Ley Orgánica de Hacienda del 10 de mayo de 1859. Esta norma no implicaba ningún cambio sustancial a la Constitución, pero sí se convirtió de forma inmediata en un factor de tensión entre el Gobierno federal y los estados. Lo que pretendía la ley era dotar al Ejecutivo central de la capacidad de nombrar de forma independiente a un intendente de Hacienda para cada estado, que se encargaría de realizar las funciones que constitucionalmente le estaban asignadas al Gobierno federal, como una especie de delegado. Al poco tiempo el instrumento se convirtió en un factor de conflicto, puesto que con intereses partidistas Ospina designó delegados conservadores, en regiones dominadas por gobernadores liberales, lo que llevó a que estos entraran en oposición como una especie de gobernación alterna.
Como tercera reforma, el presidente Ospina presentó una ley orgánica para la Fuerza Pública, que establecía que los cuerpos armados reclutados, organizados, instituidos y disciplinados por los Gobiernos estatales debían quedar supeditados al control del Ejecutivo federal en caso de guerra exterior o perturbación del orden público. En este caso el Gobierno general debía inspeccionar a las fuerzas armadas y nombrar a sus oficiales, mientras que los estados coordinaban la parte logística de las unidades, reclutando a los efectivos de los cuerpos de guardias municipales.

### Guerra de las Soberanías

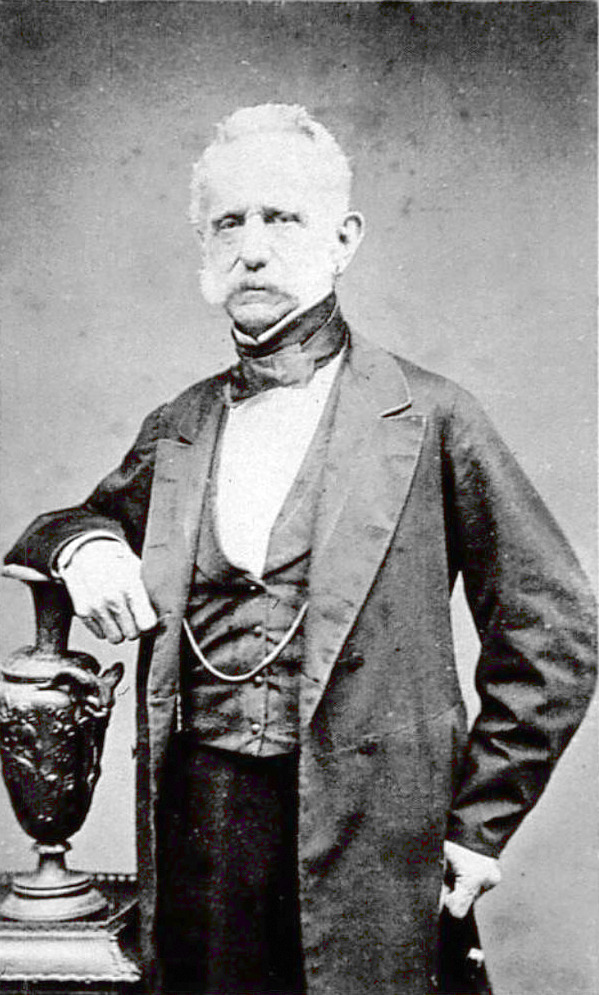
Retrato de Tomás Cipriano de Mosquera

Desde la perspectiva de María Teresa Hincapié y Liliana López, la guerra de 1860 a 1863 fue un conflicto guiado por una competencia entre diferentes burocracias, la nacional y las provinciales, que buscaban establecer las formas de dominación que darían base a la República.
En este sentido, Hincapié y López proponen que el enfrentamiento se dio entre un Gobierno federal que entendía como una necesidad establecer una forma de dominación directa, resumida en las reformas del 59, que proveyera al Gobierno central de las herramientas para actuar sobre sus contrapartes regionales. Por otro lado, los Gobiernos provinciales buscaban mantener su lugar como intermediarios entre el Gobierno central y la sociedad, bajo el principio de un espacio de control local que les era propio y base de su autoridad.
Hincapié y López definen entonces la guerra en tres etapas. La primera, desde 1847 hasta 1859, se basó en procesos descentralizados que se dieron en varios de los estados soberanos (Magdalena, Santander, Bolívar y Cauca), con propósitos partidistas, por el control de los Gobiernos locales.
La segunda etapa, de 1858 a 1861, se centra en el levantamiento de Tomás Cipriano de Mosquera, por lo que él creía era una violación de la Constitución de 1858 en las leyes de 1859. Esta etapa termina con la victoria de los Gobiernos liberales y el caudillo en 1861, y la proclamación de un Gobierno provisional con el general Mosquera a la cabeza.
El tercer momento es ubicado por las autoras desde 1861 hasta la expedición de la Constitución de Rionegro en 1863, en la que se presentaba una itinerante resistencia conservadora al Gobierno de Mosquera, que para este momento había reanudado sus hostilidades hacia la Iglesia católica, por lo que pensaba era la necesidad de afianzar la soberanía externa del país frente a poderes desestabilizadores externos como los del Vaticano.
Hay que recalcar, y así lo hacen las autoras, que la revuelta de 1860 fue tanto un evento armado como una lucha jurídica, así como una competencia discursiva donde los liberales, y en especial Mosquera, entendían que su lucha estaba legitimada en la defensa del orden constitucional federal (basado en principio en el federalismo, como proyecto de no intervencionismo del Gobierno central en los asuntos propios de los estados soberanos) que había sido quebrantado de forma ilegal por el presidente Ospina Rodríguez.

### Las actas de separación de David y Santiago de 1861

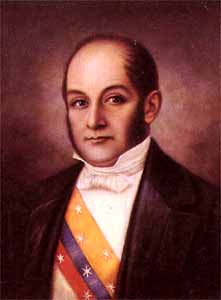
José Domingo de Obaldía, firmante del Acta de David

Como consecuencia de la guerra civil que azotaba a la Confederación Granadina, en la ciudad de Santiago de Veraguas se realizó una reunión de 151 notables que consignó en el acta de 21 de marzo de 1861, su deseo de que el estado de Panamá se separase de la Confederación y pidió al gobernador Santiago de la Guardia Arrué la convocatoria a una legislatura extraordinaria para decidir el asunto. Diez días después, en la ciudad de David, en el acta de 31 de marzo de 1861 se aprobó y compartió los puntos de vistas expresados en la de Santiago de Veraguas. Una serie de mensajeros se encargaron de divulgar el intento secesionista por todo el estado de Panamá, el cual encontró acogida en toda la región occidental.
En las actas se reflejaba la prevalencia de la ideología liberal que caracterizaba a la clase política de la zona de tránsito (Panamá-Colón), trasladada a los hacendados interioranos. Justo Arosemena en su opúsculo denominado «El Ex-Plenipotenciario de Panamá responde a una acusación del Señor Jil Colunje», ofrece dos causales por las cuales las determinaciones de David y Santiago no fueron llevadas a la práctica:
1. «[…] que en la capital del Estado tenía muy pocos partidarios».
2. «[…] que se comenzaba a ver el triunfo de uno de los partidos nacionales, i se sospechaba que no consentiría en la tal independencia».[13]

Estas actas son consideradas por la historiografía panameña como antecedentes de la separación de Panamá , siendo uno de los diecisiete intentos de secesión, en el que se constata el deseo de los istmeños de constituirse en república para autodeterminarse y explotar los potenciales de su posición geográfica.

## Presidentes de la Confederación Granadina
Tres fueron los presidentes de la Confederación:
| Foto | Presidente               | Periodo                                   | Partido     | Comentarios                                                  |
| ---- | ------------------------ | ----------------------------------------- | ----------- | ------------------------------------------------------------ |
|      | Mariano Ospina Rodríguez | 22 de mayo de 1858 - 31 de marzo de 1861  | Conservador | Fundador del Partido Conservador Colombiano                  |
|      | Bartolomé Calvo          | 1 de abril de 1861 - 10 de junio de 1861  | Conservador | Procurador general, designado en ausencia del Vicepresidente |
|      | Julio Arboleda Pombo     | 10 de junio de 1861 - 18 de junio de 1863 | Conservador | Procurador general                                           |

## Economía
Dar cuenta de unas circunstancias particulares en términos económicos para el periodo de la Confederación Granadina resulta sumamente complicado. Tanto porque el periodo se inserta en una serie de dinámicas que se venían configurando desde mitad del siglo XIX, como porque el Gobierno de Mariano Ospina Rodríguez nunca llegó a consolidarse como para emprender alguna reforma de importancia que alterara los procesos económicos que se venían desarrollando desde la década de 1840. Sin embargo, la forma que adquirió la Constitución de 1858, teniendo presente que esta es el resultado de un ejercicio constituyente unilateral del conservatismo, sí permite dar cuenta de algunos elementos sustanciales en la comprensión de la política y el desarrollo económico del siglo XIX en Colombia.
En este sentido, se hace necesario diferenciar, como lo aconseja José Antonio Ocampo, entre lo que fueron las decisiones y debates sobre la política económica que debía seguir el Gobierno y las dinámicas económicas que impulsaron al país en el periodo. Lo anterior partiendo, bajo la perspectiva de Ocampo, de la necesidad de relativizar el impacto real que tuvieron sobre la estructura económica colombiana, en especial la de corte rural, muchas de las medidas emprendidas en el periodo por los radicales.

### Debates sobre la política económica a mediados delsigloXIX
Por un lado, es útil reconsiderar la existencia de diferencias realmente significativas entre el pensamiento de liberales y conservadores en lo que se refiere a la política económica que debían seguir los estados y el Gobierno federal. En este sentido, José Antonio Ocampo plantea que en realidad entre las élites de los partidos, más allá de la supuesta relación liberal-comerciante-librecambista y conservador-proteccionista-artesano, no existe una diferencia sustancial entre las colectividades. Desde ambos lados del espectro político, el modelo del liberalismo económico y la liberación de los estancos fue en todos los casos un consenso, si se quiere tácito entre los diferentes Gobiernos liberales y conservadores que impulsaron reformas en su favor.
La Confederación Granadina es un excelente ejemplo de esta dinámica, puesto que se ubica como una de las contribuciones conservadoras al sostenimiento del liberalismo económico, en medio del traumático tránsito a nivel político que se dio desde el gobierno de José Hilario López a mediados del siglo XIX y la formalización del radicalismo liberal en la Constitución de Rionegro (1863).
En este sentido, se destaca el sostenimiento en todo el periodo de una política encaminada a favorecer el crecimiento del comercio internacional, a través de la producción de bienes agrícolas y mineros que tuvieran demanda en el mercado europeo y en los Estados Unidos. Así, durante el periodo se promovieron la reducción de los gravámenes relacionados con la producción de tipo exportación y de las aduanas al comercio, junto con la privatización de bienes con mercado propio en el extranjero, como el tabaco. En relación con este último elemento, desde 1849 hasta 1880 se fueron eliminando de forma paulatina los principales impuestos que se mantenían de la colonia, y se emprendió una política de descentralización de las rentas y gastos por la que se le cedieron a los Gobiernos regionales tributos menores, como el ingreso por aguardiente, peajes y fundición de metales, junto con otros más significativos como del diezmo y el quinto.
No obstante, al adquirir el control sobre las rentas y los gastos, y en medio del auge de las ideas liberales, los Gobiernos provinciales tendieron a eliminar los impuestos que ellos consideraban afectaban el progreso económico de sus territorios, en especial los que venían de la colonia, como el diezmo y el quinto al oro.
Por otro lado, también conviene relativizar el carácter principalmente anticlerical de las reformas económicas liberales de mitad del siglo XIX. Si bien es cierto que muchas de las medidas tomadas por parte de los Gobiernos liberales e incluso conservadores (es necesario recordar que el primer periodo de Tomás Cipriano de Mosquera lo hizo bajo las banderas de este partido) afectaban los intereses de la Iglesia católica, la mayor parte de esas reformas se encaminaban a romper con lo que en su momento se entendían como los rezagos de la colonia. Es así que la desamortización de bienes de manos muertas, la redención de los censos eclesiásticos y las sucesivas confiscaciones de bienes a los clérigos están más cerca de un espectro muy amplio de intentos por modernizar la economía a través de medidas que incluían el fin de los monopolios estatales, la abolición de la esclavitud, la repartición de los resguardos y algunos ensayos de tributación directa.

### Las dinámicas económicas de la segunda parte delsigloXIX
En lo que se refiere a las dinámicas económicas que impulsaron el desarrollo del país en la segunda parte del siglo XIX, se pueden señalar tres elementos.
En primer lugar, durante todo el siglo XIX, la población colombiana continuaba siendo en esencia rural, con espacios autosuficientes que estaban pobremente interconectados entre sí y en crecimiento demográfico sostenido a pesar de las guerras. En la práctica, durante el periodo no se constituyó un mercado nacional de intercambios que dinamizara la producción o representara una fuente real de acumulación para los productores nacionales. La única vía de comunicación que permitía algo de intercambio interregional era el río Magdalena, que en esencia se enfocaba en permitir la salida de productos hacia el extranjero y a facilitar la llegada de bienes de lujo hacía en el interior del país.
En este sentido, es a través de la colonización y la titulación de grandes extensiones de tierra propiedad del Estado que los Gobiernos liberales y conservadores trataron de darle dinamismo a la producción agrícola y minera nacional. En este caso se presentaron dos tipos de expansión de la frontera agrícola.
En primera instancia, a través de la colonización y del asentamiento individual y familiar en los terrenos baldíos o no explotados, se trasformaron las zonas de frontera natural haciéndose productivas. En segunda instancia, los Gobiernos también favorecieron la asignación de grandes extensiones de tierra para la formación de haciendas para los grandes productores, que en la mayoría de los casos no eran explotadas y podían ser objeto de ocupación irregular por colonos. El caso antioqueño es un ejemplo perfecto de esta dinámica, en la que la combinación entre pequeños, medianos y grandes productores, bajo el auspicio de Gobiernos liberales y conservadores, dio como resultado el crecimiento productivo y exportador de la región.
Esta dinámica de expansión territorial fue tanto una forma para el mejoramiento de las condiciones materiales de vida para amplios sectores de la población como un escenario de múltiples conflictos por la posesión de la tierra y su uso efectivo. Aquí es necesario diferenciar entre las primeras migraciones, en que existían grandes extensiones de tierra para asignar a los productores, y las segundas y terceras oleadas de migrantes, que no encontraban espacio donde asentarse, por lo que terminaban como empleados o apropiándose de terrenos asignados. Los conflictos entre grandes hacendados y migrantes sin tierra fueron constantes, normalmente fallados en favor de los primeros, aunque durante el periodo se expidieron varias leyes para la protección de los colonos en las zonas de frontera agraria.
En cuanto al comercio exterior, que Jorge Orlando Melo califica como la principal, y tal vez única, fuente real de acumulación de capital en el país. La segunda parte del siglo XIX fue, en términos generales, un periodo de expansión exportadora en que productos alternos a los tradicionales metales preciosos lograron encontrar ciclos de buena recepción en los mercados europeos. Aquí es clave señalar que únicamente una pequeña minoría productora que podía responder a los escenarios de oportunidad (principalmente en Europa y los Estados Unidos), que se daban con el incremento en el precio de algunos de los productos locales en el extranjero (entre 1850 y 1882 los principales fueron el tabaco, la quina, los sombreros de paja y el oro), se benefició realmente del comercio exterior durante estos años. No se puede olvidar que la inversión de capitales foráneos en Colombia fue poca en este periodo; la infraestructura, deficiente; y los estímulos económicos al aumento de la producción, muy bajos.
En lo que se refiere a la Confederación Granadina, después de un periodo de expansión de las exportaciones ente 1849 y 1857, desde el 1859 hasta la década de 1870 se presenta un estancamiento en las exportaciones nacionales debido en su mayoría a la guerra y a la inestabilidad política que enfrentó el país en esos años. En relación con las importaciones, la segunda mitad del siglo XIX fue un periodo favorable para la llegada a Colombia de elementos como los textiles y los bienes de lujo, que experimentaron una reducción de su precio por las innovaciones en materia de trasporte marítimo y terrestre que reducían los costos adicionales al traerlos desde Europa.
En tercer lugar, aun cuando el debate nacional se concentró en los diferentes proyectos y tipos de educación que las elites liberales y conservadoras querían para el país, y se emprendieron medidas en torno a la eliminación de la esclavitud, la mayor parte de la población continuó siendo analfabeta y pobre. Aunque la situación cambiaba de provincia a provincia, en general la educación estaba restringida a un sector mínimo de la sociedad a la cual se instruía principalmente en abogacía y conocimientos técnicos como ingenierías, metalurgia y medicina. En términos generales, la población no estaba demasiado estimulada hacia la educación formal, puesto que en la mayoría de los centros educativos no se le instruía en conocimientos técnicos útiles para la producción agrícola, por lo que los saberes que les resultaban significativos a los individuos se adquirían en la misma práctica en las zonas productivas.

## Religión
Durante todo el siglo XIX la religión católica, y sobre todo el papel de la Iglesia católica en relación con la sociedad y el gobierno, fue una materia de interminables controversias y múltiples conflictos desde el mismo proceso de la independencia. En este sentido, en la separación o convivencia entre la Iglesia y el Estado se pueden encontrar muchas de las reales diferencias de perspectiva y proyecto de nación que guardaban tanto liberales como conservadores para la República en formación.
La consideración del papel de la religión en este periodo, en que la Confederación Granadina inaugura un periodo particularmente conflictivo en esta materia, demanda abordar por separado lo relacionado con la religión y la Iglesia. Si el carácter profunda y mayoritariamente cristiano-católico de la población colombiana es innegable, sin embargo, el papel que los diferentes actores le asignan a la Iglesia como institución fue diferente.
En lo que se refiere al cristianismo, la preponderancia de la religión en la vida de la sociedad es clara durante todo el siglo XIX. Para el caso de la Nueva Granada, como lo propone Franz Hensel Riveros, la religión católica fue fundamental como elemento cohesionador de la sociedad y base del proyecto político del momento postindependentista. En términos prácticos, incluso por encima del respaldo que la organización católica les brindó a los realistas, los próceres de la independencia jamás pusieron en tela de juicio la preponderancia nacional del catolicismo.
Esta centralidad y legitimidad del cristianismo se mantendría como constante a lo largo del siglo XIX. De esta forma, salvo el choque al que se enfrentó la población católica frente a su contraparte protestante a mediados de siglo, la preponderancia del cristianismo como religión de la mayoría de la población jamás se puso en duda. En este sentido, como lo plantea Andrey Coy Sierra, el tema de la tolerancia religiosa hacia mediados de siglo está enfocado fundamentalmente hacia la idea de la libertad de creencia como modo de asimilación y protección hacia los extranjeros, principalmente protestantes, más que como un cuestionamiento al rol del cristianismo en la vida social.

### El problema de la iglesia católica
El tema fundamental de las controversias religiosas del siglo XIX se refiere no a la religión cristiana —a la que la mayoría de los liberales se inscribía, igual que su contraparte conservadora—, sino a las prerrogativas especiales que la unión Estado-Iglesia le permitía a la institución católica. Los conflictos de mitad del siglo XIX en torno a la Iglesia lo son en relación con la organización de poder terrenal, y no con el sistema de creencias.
En esta misma dirección, lo demuestra Fernán González, la equivalencia entre partido conservador e Iglesia nunca operó de forma directa. Dentro de estos procesos múltiples miembros de la organización eclesiástica hicieron parte o colaboraron a nivel material e intelectual con el proyecto liberal en los conflictos de la segunda parte del siglo XIX. Al momento de pensar las tensiones en torno a la religión en las reformas liberales de la década de 1850, lo que se está planteando es la disolución o la convivencia entre la Iglesia-Estado como fundamento del orden social y moral de la población.
Visto de esta forma, lo que opera desde 1849 hasta 1863 es un intento del partido liberal, en especial de la facción conocida como los radicales y de la figura caudillista del general Tomás Cipriano de Mosquera, por reducir el poder de la Iglesia católica dentro de la sociedad. Mientras que en el caso de los conservadores, que estaban unidos a la organización católica desde la guerra de los Supremos (1839-1842), el proyecto era formar una nación en los valores del catolicismo, dando a la Iglesia católica el lugar que por derecho propio tenía como representante de la tierra de la religión cristiana.
En este marco se pueden entender reformas y leyes que condujeron a la primera y segunda expulsión de la Orden de los Jesuitas del territorio nacional por Tomás Cipriano de Mosquera, la confiscación de bienes y tierras a la Iglesia, la prohibición a que los miembros de la Iglesia ejercieran sus cargos sin autorización del Gobierno y, sobre todo, la pérdida del monopolio educativo de manos de la institución católica. A través de este último elemento, los liberales radicales, y antes el general Santander, vieron la posibilidad de introducir doctrinas que se entendían como fundamentales en el progreso intelectual y moral del país, como la filosofía positivista de Jeremy Bentham, que para el momento estaban condenadas y prohibidas por la Iglesia.
En lo que se refiere en específico a la Confederación Granadina, dos procesos se destacan por su centralidad en los debates y conflictos de la época. El primero de ellos, aun cuando la Constitución de 1858 mantuvo por principio la libertad de culto, el presidente Mariano Ospina Rodríguez autorizó el retorno de los jesuitas al territorio nacional, como un intento por hacerse con el respaldo de la Iglesia católica y de las facciones conservadoras, que veían en sus medidas una violación al carácter federal de la organización territorial del país.
El segundo hecho, que se encuadra en la parte final de la guerra de 1859, se produce nuevamente de manos de Tomás Cipriano de Mosquera. En esta oportunidad, el general triunfador de la guerra expulsó nuevamente a los jesuitas y condicionó la actividad de la Iglesia a la vigilancia de Estado a sus propiedades y organización jerárquica, en lo que los mosqueristas entendían como la lucha por la soberanía nacional contra la intervención del Vaticano.
En este sentido, el periodo de la Confederación Granadina solo confirma el ambiente hostil hacia la Iglesia católica que predominó a comienzos de la segunda parte del siglo XIX, y el carácter combativo y contestatario que adquirieron los regímenes liberales al apoyo prestado por el Partido Conservador a la Santa Sede y la organización católica.

## Organización territorial
De acuerdo con la Constitución de 1858, la Confederación Granadina estaba integrada por ocho estados federados (Antioquia, Bolívar, Cauca, Boyacá, Cundinamarca, Magdalena, Panamá y Santander), los cuales había sido creados a partir de la unión de algunas de las antiguas provincias neogranadinas.
Los estados estaban divididos en provincias y estos en distritos.

## Geografía

### Límites
De acuerdo con la Constitución, los límites del territorio de la Confederación Granadina serían los mismos que en el año de 1810 dividían el territorio del Virreinato de Nueva Granada del de las capitanías generales de Venezuela y Guatemala, y del de las posesiones portuguesas del Brasil, siendo los límites por la parte meridional, los designados provisionalmente en el tratado celebrado con el Gobierno del Ecuador el 9 de julio de 1856, y todos los tratados que en aquellos días la separaban de aquella República.

### Regiones
La Confederación ocupaba una vasta región, dividido por su geografía. Las cordilleras Oriental, Central y Occidental dividían el país en regiones distintas. El río Magdalena era la principal arteria para la navegación en el país, atravesando algunos estados, mientras el istmo de Panamá era aislado del resto de las regiones por bosques y montañas. Las profundas selvas en el sur y oeste sólo añadían confusión a la definición de fronteras nacionales, las cuales nunca fueron definitivamente marcadas en el terreno.
El país se dividía en 4 regiones aisladas: la región oriental, que incluía los estados de Cundinamarca, Tolima, Boyacá y Santander; la región del río Cauca, que incluía el Chocó y el valle del Cauca mismo; la región de Antioquia, que se extendía hasta el río Chinchiná, cerca de Manizales, y la región atlántica, que se extendía por toda la costa del Caribe, desde La Guajira hasta el Urabá.
Cada una de estas regiones se comportaron como un país sin relaciones con los demás. Este aislamiento y la falta de carreteras fue una grave restricción a la economía, como su ya lejano núcleos estaban demasiado lejos unos de otros para el crecimiento del comercio.